# Sportivo Trinidense
Der Club Sportivo Trinidense, kurz Trinidense, ist ein paraguayischer Fußballverein aus dem Barrio Santísima Trinidad der Hauptstadt Asunción. Der Verein wird auch El Triqui genannt.

## Geschichte
Die Ursprünge des Vereins lagen bei einer US-amerikanischen Ölgesellschaft, die das Spielfeld zum Sport nutzte. 1935 wurde dann Sportivo Trinidense von mehreren Personen gegründet, darunter der erste Präsident Manuel Arce und Martín Torres, nach dem das später gebaute Stadion benannt wurde. Bis in die 1990er Jahre spielte der Verein in den unteren Ligen, stieg dreimal in die zweite Liga auf, blieb dort aber immer nur kurze Zeit.
1993 schaffte der Klub über die Aufstiegsrunde erstmals den Aufstieg in die Primera División. Dort stieg das Team aber nach nur einem Jahr wieder ab. 2006/07 wiederholte sich die Geschichte. Sportivo Trinidense stieg als Vizemeister der zweiten Liga über die Aufstiegsrunde auf, blieb aber nur eine Spielzeit in der obersten Spielklasse.
2009 wurde der Klub aus der Hauptstadt zum ersten Mal in der Vereinsgeschichte Meister der zweiten Liga in der neu gegründeten División Intermedia, aber blieb auch hier wieder nur ein Jahr in der Primera División. Auch der vierte Auftritt in der ersten Liga dauerte wieder nur ein Jahr. 2016 stieg das Team als Vizemeister auf und nach nicht guten Leistungen zeichnete sich der erneute Abstieg schon früh ab. Fast wäre Sportivo Trinidense in die dritte Liga durchgereicht worden, allerdings rettete sich El Triqui noch rechtzeitig. 2022 gelang dem Klub aus dem Barrio Santísima Trinidad die Meisterschaft der zweiten Liga und somit der fünfte Aufstieg. In der Apertura 2023 gelang dem Klub mit dem dritten Platz die beste Platzierung in der Primera División.

## Stadion
Der Klub ist im Estadio Martín Torres im Barrio Santísima Trinidad beheimatet. Das Stadion wurde 1957 erbaut und hat eine Kapazität von 3000 Zuschauern.

## Erfolge
- Meister der zweiten Liga: 2009, 2022
- Meister der dritten Liga: 1982, 1987, 1990, 2002